# Carl Ljunggren
Carl Johan Fredrik Ljunggren (i riksdagen kallad Ljunggren i Kristianstad), född 4 november 1858 i Kristianstad, Kristianstads län, död 27 januari 1927 i Danderyds församling, Stockholms län, var en svensk ingenjör och politiker (liberal).
Carl Ljunggren var son till en fabrikör och genomgick polyteknisk utbildning i Zürich 1876–1879. Han drev sedan företaget C. J. F. Ljunggrens Gjuteri och Mek. Verkstad i Kristianstad från 1880, och var efter företagets ombildning till bolaget Ljunggrens Verkstads AB dess disponent 1890–1918. Han var också ledamot i stadsfullmäktige 1885–1891 samt 1899–1918, från 1912 som vice ordförande. Han hade också ett stort antal uppdrag i näringslivets organisationer, till exempel som ordförande i Kristianstads fabriks- och hantverksförening 1901, i Sveriges hantverksorganisation från 1905, ordförande i Skånes handelskammare 1906–1910 samt var dansk vicekonsul i Kristianstad 1888–1918. Han grundlade Handtverksinstitutet i Stockholm och har skrivit Hantverkets stora problem (1922).
Ljunggren var riksdagsledamot i andra kammaren 1903–1907 för Kristianstads stads valkrets och tillhörde, som kandidat för Frisinnade landsföreningen, riksdagspartiet Liberala samlingspartiet. I riksdagen var han bland annat ledamot i bevillningsutskottet 1907. Han engagerade sig särskilt i olika näringslivsfrågor.
Han var gift med Sigrid (Siri) Anna Louise Södergren (1860–1926). Makarna är begravda på Djursholms begravningsplats.